# Бенкет у чуму
«Бенкет у чуму» (рос. Пир во время чумы) — четверта з маленьких трагедій російського поета О. С. Пушкіна, створених у Болдінську осінь.
Український переклад М. Т. Рильського вийшов в 1927 році в однотомнику «Вибраних творів» харківського видавництва «Книгоспілка».

## Історія створення
Ця маленька п'єса, що складається з однієї сцени, є перекладом фрагмента з п'єси англійського поета Джона Вільсона «Чумне місто» (англ. «The city of the plague»), присвяченої лондонській чумі 1665 року. У 1830 році Пушкіна в селі Болдіно наздогнала перша в історії Росії епідемія холери (у листах він називав її чумою), яка і привернула увагу поета до цієї теми. Пушкін закінчив роботу над повістю 6 листопада 1830 року. Вперше трагедія була опублікована в 1832 році в альманасі «Альціона». Разом з іншими п'єсами («Скупий лицар», «Моцарт і Сальєрі», «Кам'яний гість») «Бенкет у чуму» увійшов до збірки «Маленькі трагедії».

## Сюжет
У місті панує епідемія чуми. Кілька людей накривають стіл на вулиці і починають бенкетувати і співати сумні пісні. Бенкетом керує Вальсінгам (його називають Головою). Під час бенкету до них підходить священник і дорікає їх у безбожності. Він заклинає їх припинити бенкет і розійтися по домівках, однак Вальсінгам заперечує йому, що у них похмурі будинки, а юність любить радість. Тоді священник нагадує йому, що ще три тижні тому він плакав над могилою своєї матері і додає, що бідна жінка зараз плаче на небесах, бачачи його. Голова просить священника піти. Той заклинає його ім'ям покійної дружини, яке змушує його засумувати. Він каже, що його занепалий дух ніколи не досягне того місця, де зараз його мати і дружина. Священник йде, бенкет триває, а Вальсінгам залишається в задумі. Його турбує дух улюбленої матері.

## Художня цінність
Пушкін багато займався перекладом класики і писав фантазії на тему популярних творів, але «Бенкет у чуму» є єдиним у своєму роді зразком перекладацького мистецтва Пушкіна. Поет зумів з невеликого уривка п'єси з трьох актів Вільсона створити окремий твір, що володіє художньою єдністю, завершеністю і високою художньою гідністю. Завдяки майстерності Пушкіна «Бенкет у чуму» живе окремо від п'єси Вільсона.

## Адаптації
- У 1979 році в СРСР був знятий фільм «Маленькі трагедії», в якому знайшов місце і «Бенкет у чуму». Головні ролі виконали Олександр Трофімов (Голова) та Іван Лапиков (священник).
- Вистава театру «Біля Нікітських воріт». Вільна фантазія на пушкінські вірші. Режисер Марк Розовський.
- На сюжет «Бенкету у чуму» були написані опери Цезаря Кюї (1900), Сергія Прокоф'єва (1909), Бориса Асаф'єва (1940), Олександра Гольденвейзера (1942), Володимира Кобекіна (1980) і Сергія Швеця (2011).